# Amapanesia exotica
Amapanesia exotica là một loài bọ cánh cứng trong họ Cerambycidae.